# Воинов, Анатолий Юрьевич
Во́инов Анато́лий Ю́рьевич (20.02.1954 — 21.07.2009) — советский и российский фотохудожник, фотограф, член Союза художников России, художник-дизайнер, основоположник развития школы художественной фотографии в Уфе.

## Биография
Родился 20 февраля 1954 года в городе Уфа, в семье служащих. Учился в общеобразовательной школе № 116 г. Уфы, Уфимской художественной школе № 1, на Художественно-графическом факультете Башкирского государственного педагогического института (одногруппник Ю. Ю. Шевчука, И. В. Тонконогого). 

#### Достижения
В 1985 г. стал лауреатом Всесоюзного конкурса политического плаката.
В 2003 г. получил высшую награду, Гран-при конкурса «Лучшая фотография года» в Региональном фестивале рекламы «Я-Года».
В 2006 г. с большим успехом прошла персональная выставка в галерее «Аймак».
В 2007 г. участвовал в разработке экспозиции МО РБ на Всероссийском образовательном форуме (Москва, Сокольники). За лучшее представление результатов МО РБ получил высшую награду форума «Жемчужина Российского образования». В этом же году он принимал участие в разработке экспозиции МО РБ «Дни Башкортостана» (Москва, Манеж).
В 2008 г. в Париже прошли «Дни Башкортостана». Экспозиция была подготовлена также при активном участии А. Ю. Воинова.
В 2009 г. с большим успехом прошли выставки творческих работ А. Ю. Воинова в выставочных залах и галереях города: в Музее современного искусства, Президент-Отеле, Гостинном дворе.
В составе творческой мастерской «Визуал» он занимался разработкой фирменных стилей рок-группы «ДДТ», РНТИК «Баштехинформ», ЗАО «Пищепром», «Спутник-Телеком», ООО «Панельдом»; «Уралпроммаркет», «Вариант-Консалтинг», участвовал в проектах «Уфа и уфимцы», «Башкирские красавицы», выполнял творческие заказы для Национального музея РБ, Академии наук РБ и УНЦ РАН, Отдела интеллектуальной собственности УГАТУ, Института дизайна «Альтернатива». Его работы отличались оригинальностью и высоким профессиональным мастерством.
С августа 2009 года до 2014 года с успехом прошли 5 посмертных фотовыставок А. Ю. Воинова: в Музее современного искусства РБ им. Н.Латфуллина, Президент-отеле, Выставочный комплекс в Сокольниках, г. Москва «Международная Олимпиада искусств», Гостиный двор, выставочный зал Музея им. М. В. Нестерова «ИЖАД» .
Директор Московского Государственного Выставочного зала, искусствовед, Григорий Николаевич Гинзбург назвал творчество А. Ю. Воинова значительным явлением в изобразительном искусстве Уральского региона.
В мае 2011 года от Президента Общероссийской Федерации искусств, Шакирова Ралифа Радиковича поступило предложение разместить выставку фоторабот А. Ю. Воинова в Представительствах Республики Башкортостан в Москве и Санкт-Петербурге.
Благодаря инициативе А. Ю. Воинова в Уфе появился коллектив фотохудожников при Творческом Союзе Художников РБ и РФ, Союзе Дизайнеров России, выполнявших работу позиционирования культурно-образовательных достижений учреждений РБ на Российских и международных выставках и форумах.
Творчество Анатолия получило широкое признание в профессиональное среде фотохудожников России и Башкортостана. Весной 2011 года с большим успехом по БСТ прошел документальный фильм «Фотолик», посвященный А. Ю. Воинову.

#### Творчество
Творческие эксперименты Анатолия с фотоматериалами и технологией съемки и печати дали толчок к возрождению интереса к аналоговой печати у фотохудожников Москвы и Санкт-Петербурга. Художнику нравилась недосказанность в размытости или намеке на изображение — легкость и свет. 
Каждый снимок Анатолия Воинова неповторим и уникален. В работах проявляется техническое мастерство, первоклассный художественный вкус и неудержимый полёт фантазии, сфокусированный в основном на модели или жизни природы. Творчество Анатолия вдохновляло, и не оставляло равнодушных, его работы отличаются оригинальностью, эмоциональностью и чутким восприятием окружающего мира.
Предпочитая аналоговый способ фотографии, художник экспериментировал с выдержкой, со старыми пленками, обладающими неожиданными свойствами, и добивался необычных эффектов. Обладая литературным даром, он написал философское эссе «Система гармонии, или Как найти точку опоры». Этой точкой он считал пересмотр отношения к культуре, искусству, которые должны занять достойное место в нашей жизни.